# Plesiopelma flavohirtum
Plesiopelma flavohirtum é uma espécie de aranha pertencente à família Theraphosidae (tarântulas).